# Korkiasaari (ö i Mellersta Finland)
Korkiasaari är en ö i Finland. Den ligger i sjön Päijänne och i kommunen Kuhmois i landskapet Mellersta Finland, i den södra delen av landet, 170 km norr om huvudstaden Helsingfors. Öns area är 2 hektar och dess största längd är 200 meter i nord-sydlig riktning.